# Laiaküla
Laiaküla – wieś w Estonii, w prowincji Harju, w gminie Viimsi.